# Nawabzada Agha Mohammad Raza
Nawabzada A. M. Raza (* 14. Mai 1905; † 15. Juni 1984 in Peking) war ein pakistanischer Militär und Diplomat.

## Leben
Nawagzada Agha Mohamed Raza schloss 1927 ein Studium an der Royal Military Academy Sandhurst ab. Von 1951 bis 1954 war er Botschafter in Peking, von Februar 1955 bis 1959 Botschafter in Teheran, vom 10. März 1960 bis 22. August 1962 Botschafter in Paris, vom 22. August 1962 bis 1966 ein weiteres Mal Botschafter in Peking und ab 1965 auch in Ulaanbaatar akkreditiert. Am 3. November 1971 wurde er zum Botschafter in Washington, D.C. ernannt, wo er vom 6. Dezember 1971 bis 28. April 1972 akkreditiert war.
Er starb in Peking an einem Herzanfall, während er als Teilnehmer einer pakistanischen Delegation das 20-jährige Jubiläum des Flugverkehrs von Pakistan International Airlines nach China feiern wollte.